# Furcraea stratiotes
Furcraea stratiotes ist eine Pflanzenart aus der Gattung Furcraea in der Unterfamilie der Agavengewächse (Agavoideae). Das Artepitheton stratiotes stammt aus dem Griechischen, bedeutet ‚Krieger‘ und verweist vermutlich auf die bewehrten Laubblätter, die im Umriss eine Ähnlichkeit mit denen der Krebsschere (Stratiotes) aufweisen.

## Beschreibung
Furcraea stratiotes wächst stammlos oder die Rosetten sind wenig stammbildend. Die etwa 50 linealisch-lanzettlichen Laubblätter laufen spitz zu und verschmälern sich zu ihrer Basis hin auf 1,5 bis 2 Zentimeter. Ihre glauke Blattspreite ist 35 bis 53 Zentimeter lang und 2,5 bis 3,5 Zentimeter breit und trägt ein aufgesetztes Spitzchen. Der Blattrand zwischen den paarigen, 1,5 bis 3 Millimeter langen Zähnen ist gerade. Die Randzähne stehen 1,5 bis 2,5 Zentimeter (selten bis zu 4,5 Zentimeter) voneinander entfernt.
Der rispige, Bulbillen tragende Blütenstand erreicht eine Höhe von bis zu 2,8 Meter. Die spitz zulaufenden, ganzrandigen Brakteen sind viel kürzer als die Blütenstiele. Die einzeln stehenden Blüten weisen eine Länge von 22 Millimeter auf. Ihre weißlichen Perigonblätter sind 14 Millimeter lang und 6 Millimeter breit. Die inneren Perigonblätter sind etwas breiter. Die Staubfäden sind 1,5 Millimeter lang. Der Fruchtknoten weist eine Länge von 8 Millimeter auf und ist 2 Millimeter breit. Der Griffel ist 5 Millimeter lang.
Früchte und Samen sind unbekannt.

## Systematik und Verbreitung
Furcraea stratiotes ist in Nicaragua verbreitet.
Die Erstbeschreibung durch Johannes Boye Petersen wurde 1922 veröffentlicht. Furcraea stratiotes wird in der Gattung in die Sektion Furcraea eingeordnet.

## Nachweise